# جویس ردمن
جویس ردمن (انگلیسی: Joyce Redman؛ ۹ دسامبر ۱۹۱۸ – ۱۰ مهٔ ۲۰۱۲) یک هنرپیشه اهل انگلستان-ایرلند بود. وی بین سال‌های ۱۹۳۸ تا ۲۰۰۱ میلادی فعالیت می‌کرد.

## گزیدهٔ نقش‌آفرینی‌ها

### سینما
- تام جونز (فیلم ۱۹۶۳) (۱۹۶۳)
- اتلو (فیلم ۱۹۶۵) (۱۹۶۵)
- بینوایان (فیلم ۱۹۷۸) (۱۹۷۸)

### تلویزیون
- ویکتوریا و آلبرت (۲۰۱۱)